# Градиштеанка (Телеорман)
Градиштеанка (рум. Grădișteanca) насеље је у Румунији у округу Телеорман у општини Галацени. Oпштина се налази на надморској висини од 100 m.

## Становништво
Према подацима из 2002. године у насељу је живело 241 становника, од којих су сви румунске националности.